# 3-е авиационное крыло морской пехоты
3-е авиационное крыло морской пехоты (англ. 3rd Marine Aircraft Wing (3rd MAW)) — тактическое соединение Корпуса морской пехоты США.

## История
3-е авиационное крыло морской пехоты (3rd MAW) было введено в строй к 167-й годовщине Корпуса морской пехоты, 10 ноября 1942 года, на авиабазе морской пехоты (MCAS) Черри-Пойнт, Северная Каролина, со штатным составом, состоящим из 13 офицеров, 25 рядовых и один учебно-тренировочный самолёт.
Боевая история авиакрыла началась с развёртывания эскадрильи бомбардировщиков во время Второй мировой войны 3 декабря 1943 года. Чуть больше года спустя авиакрыло развернуло эскадрилью ночных истребителей для поддержки военных действий.
21 апреля 1944 года крыло поднялось на борт трёх авианосцев и отправилось в рейс на Гавайи и прибыло 8 мая, где приняло на себя функции морской авиации в районе Гавайев. Когда японцы капитулировали, 3rd MAW было расформировано, а его личный состав был направлен в другие части. Крыло сыграло закулисную роль в разгроме японцев, предоставляя подготовку пилотам и вспомогательному персоналу морской пехоты.
В 1952 году, когда КМП снова воевал на Дальнем Востоке, крыло было вновь задействовано в Черри-Пойнт для участия в Корейской войне. Основная часть крыла начала перебрасываться на новую базу MCAS в Майами, Флорида — первое «поле для полётов» авиации Корпуса морской пехоты.
В сентябре 1955 года крыло покинуло Майами и направилось в MCAS Эль-Торо (ныне часть города Лейк-Форест, Калифорния. 3d MAW был снова перестроено с добавлением 15-й авиационной группы морской пехоты (MAG), а затем MAG-36 с её вертолётными эскадрильями на близлежащей аэродроме в Санта-Ане, Калифорния. Эскадрильи крыла были выделены и переброшены во Вьетнам по мере разгорания боевых действий в Юго-Восточной Азии. В конце войны во Вьетнаме несколько подразделений были возвращены в Соединённые Штаты и деактивированы или переименованы, в результате чего образовалось сегодняшнее 3-е авиационное крыло морской пехоты.
Крыло снова приняло участие в боевых действиях в составе I экспедиционного соединения морской пехоты (I MEF), проводя операции в Ираке и Кувейте во время операций «Щит пустыни», «Буря в пустыне» и «Сабля». После окончания боевых действий самолёты 3rd MAW оказывали поддержку операциям «Обеспечение комфорта» и «Южный дозор» над Ираком. Крыло снова было задействовано в Сомали для операции «Возрождение надежды».
Осенью 2001 года возникла проблема нового типа — война против терроризма, и в ответ 3d MAW развернуло подразделения для поддержки операции «Несокрушимая свобода» как в Афганистане, так и в соседних странах. Начиная с осени 2002 года, 3rd MAW перебросило силы в Кувейт для подготовки к боевым действиям в Ираке. 3rd MAW обеспечивал решающие авиационные атаки I MEF и коалиционных сил при освобождении Ирака во время операции «Иракская свобода» и последующих операций по стабилизации обстановки. 3rd MAW продолжал развёртываться для поддержки войн в Афганистане и Ираке, включая развёртывание штаба (передового) авиационного боевого элемента в Кэмп-Летернек Юго-западного регионального командования, Афганистан, в 2010, 2012 и 2014 годах, последний из которых планировал и реализовал вывод сил морской авиации из провинции Гильменд и последующее завершение операции «Несокрушимая свобода».

## Состав

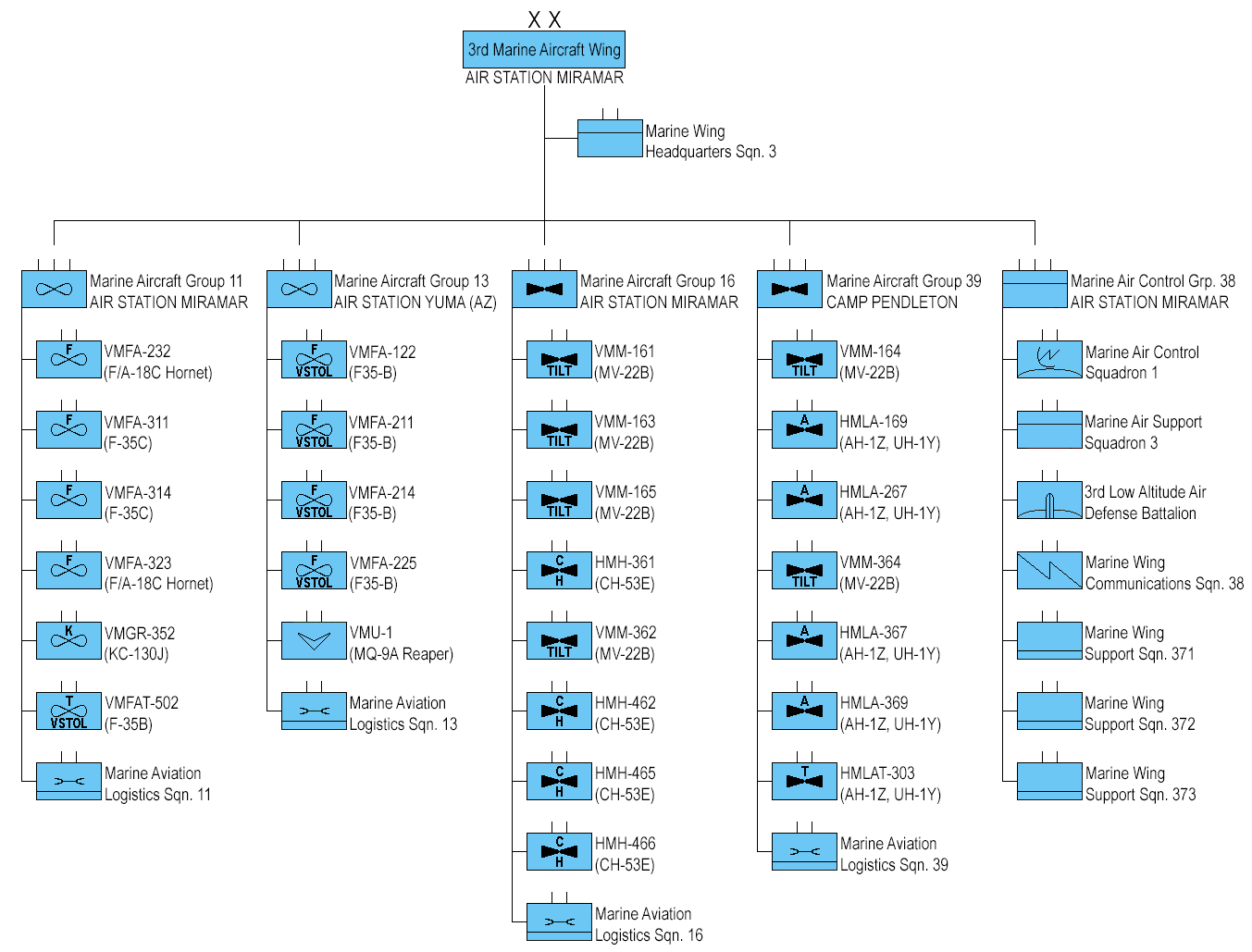
Состав 3-го АКМП в 2021 году.

### 2024 год
- 11-я авиационная группа (Marine Aircraft Group 11)
  - 232-я истребительно-штурмовая эскадрилья (Marine Fighter Attack Squadron 232)
  - 311-я истребительно-штурмовая эскадрилья (Marine Fighter Attack Squadron 311)
  - 314-я истребительно-штурмовая эскадрилья (Marine Fighter Attack Squadron 314)
  - 323-я истребительно-штурмовая эскадрилья (Marine Fighter Attack Squadron 323)
  - 11-я логистическая экадрилья (Marine Aviation Logistics Squadron 11)
  - 342-я эскадрилья дозаправки в воздухе (Marine Aerial Refueler Transport Squadron 352)
  - 502-я учебная истребительно-штурмовая эскадрилья (Marine Fighter Attack Training Squadron 502)
- 13-я авиационная группа (Marine Aircraft Group 13)
  - 122-я истребительно-штурмовая эскадрилья (Marine Fighter Attack Squadron 122)
  - 211-я истребительно-штурмовая эскадрилья (Marine Fighter Attack Squadron 211)
  - 214-я истребительно-штурмовая эскадрилья (Marine Fighter Attack Squadron 214)
  - 225-я истребительно-штурмовая эскадрилья (Marine Fighter Attack Squadron 225)
  - 311-я штурмовая эскадрилья (Marine Attack Squadron 311)
  - 1-я эскадрилья БЛА (Marine Unmanned Aerial Vehicle Squadron 1)
  - 13-я логистическая экадрилья (Marine Aviation Logistics Squadron 13)
- 16-я авиационная группа (Marine Aircraft Group 16)
  - 161-я средняя эскадрилья конвертопланов (Marine Medium Tiltrotor Squadron 161)
  - 163-я средняя эскадрилья конвертопланов (Marine Medium Tiltrotor Squadron 163)
  - 165-я средняя эскадрилья конвертопланов (Marine Medium Tiltrotor Squadron 165)
  - 362-я средняя эскадрилья конвертопланов (Marine Medium Tiltrotor Squadron 362)
  - 361-я тяжёлая вертолётная эскадрилья (Marine Heavy Helicopter Squadron 361)
  - 462-я тяжёлая вертолётная эскадрилья (Marine Heavy Helicopter Squadron 462)
  - 465-я тяжёлая вертолётная эскадрилья (Marine Heavy Helicopter Squadron 465)
  - 466-я тяжёлая вертолётная эскадрилья (Marine Heavy Helicopter Squadron 466)
  - 16-я логистическая экадрилья (Marine Aviation Logistics Squadron 16)
- 39-я авиационная группа (Marine Aircraft Group 39)
  - Штаб 39-й авиагруппы (Marine Aircraft Group 39 Headquarters)
  - 169-я лёгкая ударная вертолётная эскадрилья (Marine Light Attack Helicopter Squadron 169)
  - 267-я лёгкая ударная вертолётная эскадрилья (Marine Light Attack Helicopter Squadron 267)
  - 369-я лёгкая ударная вертолётная эскадрилья (Marine Light Attack Helicopter Squadron 369)
  - 367-я лёгкая ударная вертолётная эскадрилья (Marine Light Attack Helicopter Squadron 367')
  - 364-я средняя эскадрилья конвертопланов (Marine Medium Tiltrotor Squadron 364)
  - 164-я средняя эскадрилья конвертопланов (Marine Medium Tiltrotor Squadron 164)
  - 303-я учебная лёгкая ударная вертолётная эскадрилья (Marine Light Attack Helicopter Training Squadron 303)
  - 39-я логистическая экадрилья (Marine Aviation Logistics Squadron 39)
- 38-я группа воздушного контроля (Marine Air Control Group 38)
  - 38-я эскадрилья связи (Marine Wing Communications Squadron 38)
  - 3-я эскадрилья воздушной поддержки (Marine Air Support Squadron 3)
  - 3-й батальон маловысотной ПВО (3d Low Altitude Air Defense Battalion)
  - 1-я эскадрилья воздушного контроля (Marine Air Control Squadron 1)
  - 371-я эскадрилья поддержки авиационного крыла (Marine Wing Support Squadron 371)
  - 372-я эскадрилья поддержки авиационного крыла (Marine Wing Support Squadron 372)
  - 373-я эскадрилья поддержки авиационного крыла (Marine Wing Support Squadron 373)
- 3-я штабная эскадрилья (Marine Wing Headquarters Squadron 3)
- Оркестр[1]